# Jardineira (paisagismo)

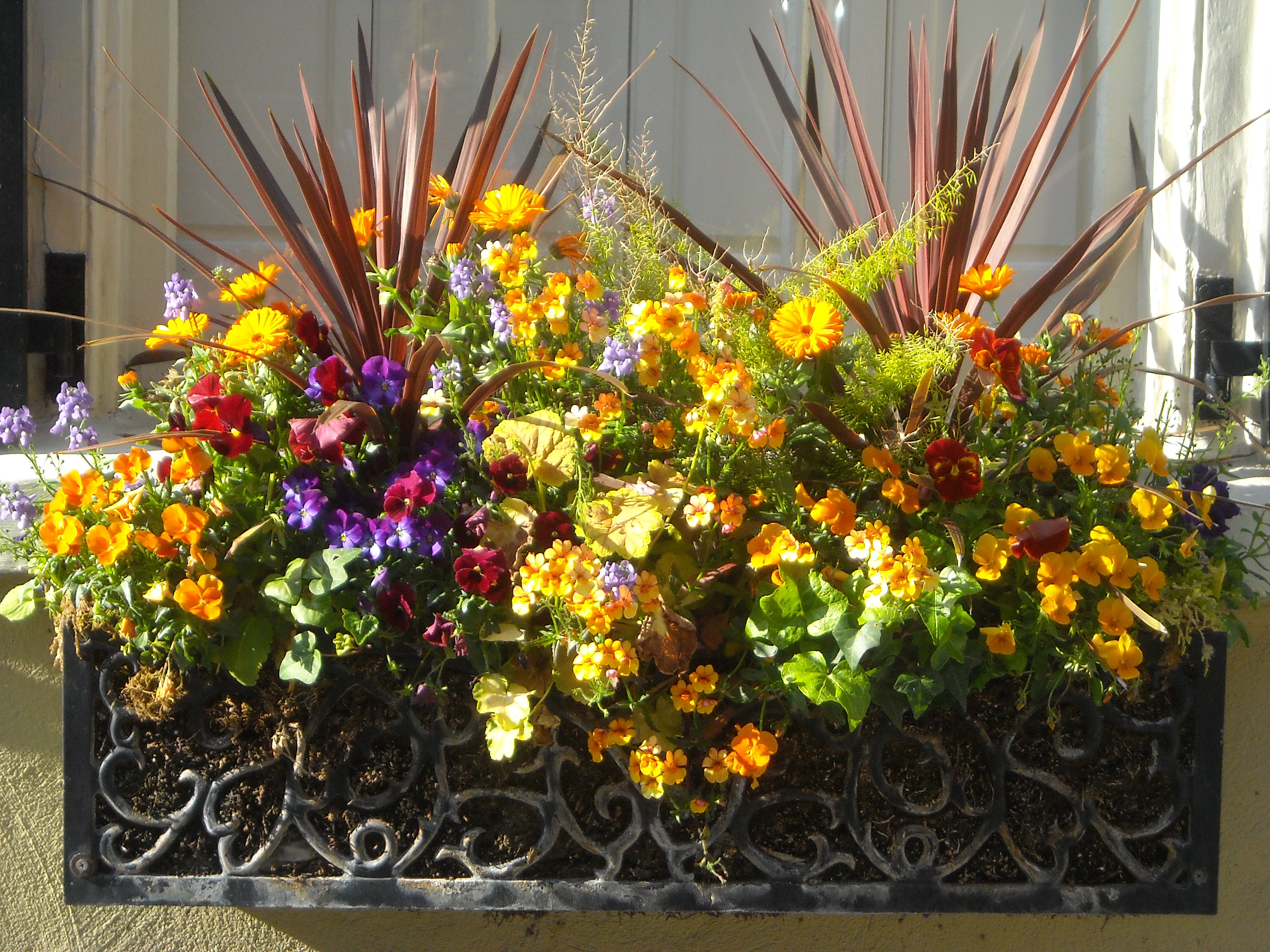

Jardineira ou alegrete é um vaso de flores, geralmente de forma longitudinal, que pode decorar parapeitos de janelas, balcões, muros e muretas. Via de regra, jardineiras contém plantas ornamentais, mas podem também apresentar plantas medicinais e/ou ainda hortaliças.

## Ligações
- Jardineira, revista Caras